# Departamento de Alimentos y Agricultura de California
El Departamento de Alimentos y Agricultura de California (CDFA por sus siglas en inglés) es un gabinete a nivel de agencia del gobierno de California. Establecido en 1919 por la Legislatura Estatal de California y pasado a ley por el gobernador William Stephens, el Departamento de Alimentos y Agricultura es responsable de asegurarse en la seguridad de los alimentos del estado, la protección de la agricultura del estado de especies invasivas, y en promover la industria de la agricultura de California.
El Departamento de Alimentos y Agricultura mantiene a oficinas y campos en 32 condados en todo el estado, y dos oficinas extraterritoriales en Hawái y Arizona.
El actual Secretario de Agricultura es A.G. Kawamura, y es un miembro del gabinete de Arnold Schwarzenegger.

## Metas
El Departamento de Alimentos y Agricultura impuso una misión para "para ayudar al Gobernador y Legislatura de garantizar la entrega de alimentos inocuos y de fibra por medio de medios ambientales responsables den un mercado justo para todos los californianos." CDFA explica que su meta es "Asegurar que sólo comida segura y buena calidad llegue a los consumidores. 	
Proteger contra la invasión de especies exóticas de plagas y enfermedades. Promover la agricultura de California y los productos alimenticios tanto en el hogar y en el extranjero. Asegurar un equitativo y ordenado mercado de California para los productos agrícolas. Construir coaliciones apoyando la agricultura e infraestructura del estado para satisfacer la evolución de las necesidades industriales."

## Controversia
A finales de 2007 y principios de 2008, la CDFA se convirtió en el centro de un controversial programa de erradicación de polillas para las manzanas marrones en el que se incluía el rozamiento aéreo de pesticidas. Después de los primeros rozamientos en los condados de Monterey y Santa Cruz, cientos de informes de efectos adversos para la salud y planes para ampliar la fumigación en el área de la Bahía resultó en negatividad por parte de los medios de comunicación, los estados legislativos optaron por cerrar la laguna jurídica que permitía la fumigación sin un informe de impacto ambiental, y un rechazo del plan por numerosos concejales del condado y de la ciudad y un informe investigativo de la Associated Press que llevó a la suspensión de cerca de US $ 500000 en relaciones de campaña de relaciones públicas emprendida por el CDFA para "contrarrestar las preocupaciones planteadas por los ecologistas locales y los residentes, que se quejaron de problemas respiratorios y otros efectos de salud después de la fumigación."  En marzo de 2008, el alcalde de Albany, California, Robert Lieber, pidió la renuncia del Secretario Kawamura.